# UD Salamanca
Union Deportiva Salamanca – hiszpański nieistniejący  klub  piłkarski, mający siedzibę w mieście Salamanka. Został założony 16 marca 1923 roku, a w 2013 roku został rozwiązany.

## Historia
Początkowo klub został założony przez irlandzkich studentów. W 1907 Salamanca zaczęła grać w pierwszych hiszpańskich mistrzostwach, ale oficjalnie została założona w 1923 roku. Następnie zespół grał w Segunda División oraz Primera Divsion. Największe sukcesy to lata 1974 i 1981, gdy trenerem klubu był José Luis Garcia Traid. Salamanca wówczas po awansie do La Liga utrzymywała się w niej przez 3 kolejne lata.
18 czerwca 2013 roku klub został rozwiązany.

## Sezony
- 12 sezonów w Primera División
- 30 sezonów w Segunda División
- 7 sezonów w Segunda División B
- 19 sezonów w Tercera División
- Mistrzostwo Segunda B w 1987-88, 1991-92, 1993-94 oraz 2005-2006.
- Awans do Primera División w 1973-74, 1981-82, oraz 1996-97.